# Barbacenia minima
Barbacenia minima är en enhjärtbladig växtart som beskrevs av Lyman Bradford Smith och Edward Solomon Ayensu. Barbacenia minima ingår i släktet Barbacenia och familjen Velloziaceae. Inga underarter finns listade.